# Adrian Horvat
Adrian Pavel Horvat (n. 26 ianuarie 1990, Hunedoara, România) este un fotbalist român aflat sub contract cu CSM Reșita. De-a lungul carierei a evoluat la Mureșul Deva, Pandurii Târgu Jiu, echipă cu care a fost vicecampion al României în anul 2013, UTA Arad (Liga II), Gloria Popești Leordeni, Unirea Jucu, Șoimii Pâncota (Liga II), FK Csikszereda Miercurea Ciuc, Național Sebiș, CSM Resita (Liga II), CSM Focsani.
De asemenea este campion al României la fotbal pe plajă, în anul 2017 cu echipa ACS West Deva, cu care a participat la Euro Winners Cup Nazare 2017, competitie echivalenta cu Champions League.

## Legături externe
- Adrian Horvat la transfermarkt